# Sei (Negramaro)
Sei è un singolo dei Negramaro, il quarto estratto dalla raccolta Una storia semplice, pubblicato il 6 settembre 2013.

## Il brano
La canzone è una ballata dalle atmosfere semi-acustiche perlopiù caratterizzata dall'uso del piano e della chitarra, costantemente accompagnate da un leggero battito della batteria.

## Video musicale
Il video del brano è stato girato durante l'estate 2013 sotto la direzione di Tiziano Russo ed è stato pubblicato il 6 settembre dello stesso anno. La band lo ha descritto come "onirico".

## Classifiche
| Classifica (2013)         | Posizione massima |
| ------------------------- | ----------------- |
| Italia                    | 44                |
| Italia (airplay italiane) | 13                |